# Неменка
Не́менка (укр. Неменка) — село на Украине, находится в Ильинецком районе Винницкой области.
Население по переписи 2001 года составляет 440 человек. Почтовый индекс — 22700. Телефонный код — 4345.
Занимает площадь 1,45 км².

## Адрес местного совета
22700, Винницкая область, Иллинецкий р-н, г.Иллинцы, ул. Ленина, 19